# Ann Eliza Bleecker

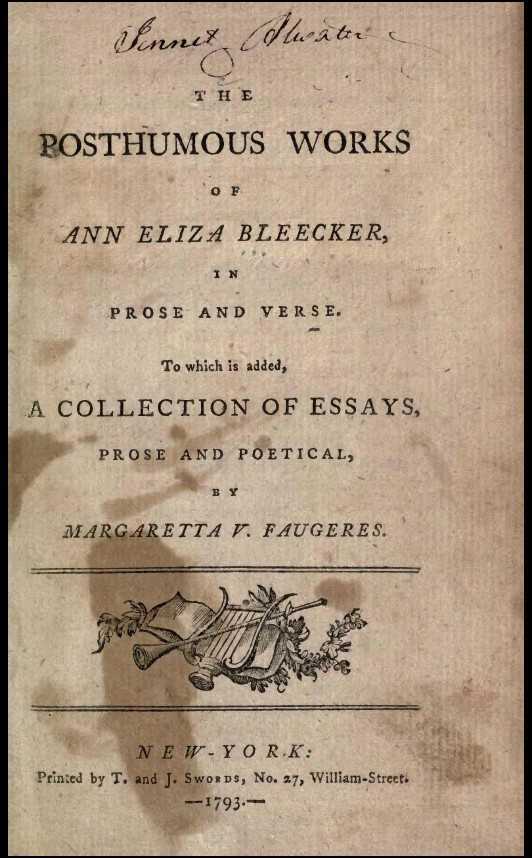
Okładka Posthumous Works of Ann Eliza Bleecker in Prose and Verse

Ann Eliza Bleecker (ur. 1752, zm. 23 listopada 1783) – poetka amerykańska.

## Życiorys
Ann Eliza Bleecker urodziła się jako Ann Eliza Schuyler w Nowym Jorku. Pochodziła z rodziny o niderlandzkich korzeniach. Jej rodzicami byli Brandt Schuyler i Margareta Van Wyck. W 1769 poślubiła prawnika Johna Jamesa Bleeckera (1745–95). W 1771 porzucił on palestrę i zajął się prowadzeniem farmy. Małżonkowie mieli dwie córki Margarettę (ur. 1771) i Abeltje (Abellę, ur. 1776). W 1777 rodzinne szczęście Bleeckerów zostało przerwane przez amerykańską wojnę o niepodległość. John wstąpił do oddziałów milicji, a Ann z córkami uciekła przed działaniami wojennymi. W czasie tej ucieczki mała Abella zmarła na dyzenterię. Kolejnym nieszczęściem poetki było poronienie na wieść o tym, że jej mąż dostał się do niewoli. Efektem tego zdarzenia było załamanie nerwowe, z którego poetka już nigdy całkowicie się nie otrząsnęła. Zmarła 23 listopada 1783 w wieku zaledwie 31 lat.

## Twórczość
Ann Eliza Bleecker pisała poezje liryczne. Wiersze Ann Bleecker zostały zebrane przez jej córkę Margarettę Faugères, również poetkę, i wydane w 1793 pod tytułem Posthumous Works of Ann Eliza Bleecker in Prose and Verse. Ann Bleecker jest autorką między innymi dłuższego poematu opartego na historii biblijnej Joseph, wierszy On Mrs. Johanna Lupton, To Mr. L-----, To the same (Mr. L-----) I, To the same (Mr. L-----) II, To the same (Mr. L-----) III, To Mr. Bleecker, On the Immensity of Creation i A Thought on Death, jak również Elegy on the Death of Cleora, Written in the Retreat from Burgoyne, A Complaint, Another, A Prospect of Death i To Miss Catharine Ten Eyck. Oprócz tego napisała poemat The Storm, wiersze Despondency, Elegy on the Death of Gen. Montgomery, Thaumantia and Fame, Recollection, On Reading Dryden's Virgil, To Miss Ten Eyck II, To Mr. Bleecker, on His Passage to New York, A Short Pastoral Dialogue, Hope Arising from Retrospection i On Seeing Miss S.T.E. Crossing the Hudson oraz To Miss M.V.W, To Mrs. D---, On a Great Coxcomb, An Evening Prospect i A Hymn. Ann Eliza Bleecker napisała również powieść The History of Maria Kittle.